# Marcelo Ryan
Marcelo Ryan Silvestre dos Santos, noto semplicemente come Marcelo Ryan (Aracaju, 8 giugno 2002), è un calciatore brasiliano, attaccante del FC Tokyo in prestito dal Sagan Tosu.

## Carriera
Cresciuto nel Confiança, nel 2020 si trasferisce al Bahia, con cui esordisce in prima squadra il 13 febbraio 2021, nella partita di Série A pareggiata per 1-1 contro l'Atlético Mineiro; il 13 luglio seguente prolunga fino al 2024 con il club di Salvador. Impiegato prevalentemente nella formazione Under-20, l'8 agosto 2022 viene ceduto allo Yokohama FC, con cui conquista subito la promozione in J1 League.
Il 7 gennaio 2024 viene acquistato dal Sagan Tosu, con cui, nonostante la retrocessione della squadra, disputa un'ottima stagione a livello individuale, con quindici reti totali segnate. Il 4 gennaio 2025 viene ceduto in prestito al FC Tokyo.

## Statistiche

### Presenze e reti nei club
Statistiche aggiornate al 2 maggio 2025.
| Stagione           | Club               | Campionato         | Campionato | Campionato | Coppe nazionali | Coppe nazionali | Coppe nazionali | Coppe continentali | Coppe continentali | Coppe continentali | Altre coppe | Altre coppe | Altre coppe | Totale | Totale |
| Stagione           | Club               | Comp               | Pres       | Reti       | Comp            | Pres            | Reti            | Comp               | Pres               | Reti               | Comp        | Pres        | Reti        | Pres   | Reti   |
| ------------------ | ------------------ | ------------------ | ---------- | ---------- | --------------- | --------------- | --------------- | ------------------ | ------------------ | ------------------ | ----------- | ----------- | ----------- | ------ | ------ |
| 2019               | Confiança          | PD/SE+C            | -          | -          | CB              | -               | -               | -                  | -                  | -                  | CN          | 1           | 0           | 1      | 0      |
| 2020               | Bahia              | PD/BA+A            | 0+1        | 0          | CB              | -               | -               | -                  | -                  | -                  | CN          | -           | -           | 1      | 0      |
| 2021               | Bahia              | PD/BA+A            | 11+0       | 2+0        | CB              | 0               | 0               | CS                 | 1                  | 2                  | CN          | 1           | 1           | 13     | 5      |
| gen.-ago. 2022     | Bahia              | PD/BA+B            | 8+3        | 1+0        | CB              | 3               | 1               | -                  | -                  | -                  | CN          | 1           | 0           | 15     | 2      |
| Totale Bahia       | Totale Bahia       | Totale Bahia       | 23         | 3          |                 | 3               | 1               |                    | 1                  | 2                  |             | 2           | 1           | 29     | 7      |
| ago.-dic. 2022     | Yokohama FC        | J2                 | 9          | 2          | CG              | -               | -               | -                  | -                  | -                  | -           | -           | -           | 9      | 2      |
| 2023               | Yokohama FC        | J1                 | 23         | 3          | CG+CdL          | 0+6             | 0+1             | -                  | -                  | -                  | -           | -           | -           | 29     | 4      |
| Totale Yokohama FC | Totale Yokohama FC | Totale Yokohama FC | 32         | 5          |                 | 6               | 1               |                    | -                  | -                  |             | -           | -           | 38     | 6      |
| 2024               | Sagan Tosu         | J1                 | 30         | 14         | CG+CdL          | 2+1             | 0+1             | -                  | -                  | -                  | -           | -           | -           | 33     | 15     |
| 2025               | FC Tokyo           | J1                 | 10         | 0          | CG+CdL          | 0+1             | 0+3             | -                  | -                  | -                  | -           | -           | -           | 11     | 3      |
| Totale carriera    | Totale carriera    | Totale carriera    | 95         | 22         |                 | 13              | 6               |                    | 1                  | 2                  |             | 3           | 1           | 112    | 31     |

## Palmarès

### Club

#### Competizioni statali
- Copa do Nordeste: 1

Bahia: 2021